# カミリアーノ
カミリアーノ（伊: Camigliano）は、イタリア共和国カンパニア州カゼルタ県にある、人口約2,000人の基礎自治体（コムーネ）。

## 地理

### 位置・広がり

#### 隣接コムーネ
隣接するコムーネは以下の通り。
- ベッローナ
- フォルミーコラ
- ジャーノ・ヴェトゥスト
- パストラーノ
- ポンテラトーネ
- ヴィトゥラーツィオ

### 気候分類・地震分類
カミリアーノにおけるイタリアの気候分類 (it) および度日は、zona C, 1204 GGである。
また、イタリアの地震リスク階級 (it) では、zona 2 (sismicità media) に分類される。